# 타임 100
타임 100(Time 100)은 미국의 잡지 타임이 2004년 (제1회는 1999년)부터 매년 발표하고 있는 세계에서 가장 영향력 있는 100인 목록 및 그 기획이다. 1999년에 열린 "20세기의 가장 영향력 있는 100인"에 큰 반향을 받아 2004년부터 그 해의 100명을 매년 선정하고 있다.

## 같이 보기
- 타임 올해의 인물
- 타임 100: 세기의 가장 중요한 인물